# Die Linke
Die Linke (Vänstern) är ett politiskt parti i Tyskland som bildades den 16 juni 2007 genom en sammanslagning av partierna WASG och Die Linkspartei. Det härleder sitt namn från sitt anspråk på en vänsterpolitisk orientering och strävar efter att övervinna kapitalismen och införa demokratisk socialism.
Redan vid valet till förbundsdagen 2005 fanns ett valtekniskt samarbete mellan de före detta partierna så att Die Linke hade 54 ledamöter i förbundsdagen. Die Linkspartei, som uppkom genom reformering av det tidigare östtyska kommunistpartiet SED vilket efter Berlinmurens fall hade blivit PDS (sedermera Linkspartei), hade sitt huvudsakliga väljarstöd i landets östra delar, medan WASG hade ett större väljarstöd i landets västra.
I november 2021 var die Linke representerat i 10 av 16 parlament i de tyska förbundsländerna och ingick i regeringskoalitioner i 4 förbundsländer: Berlin, Bremen, Mecklenburg-Vorpommern och Thüringen. I Thüringen innehar partiet även ministerpresidentposten (regeringschef), för en minoritetsregering.
I förbundsdagen är vänstergruppen (med 64 av 630 platser) sedan valet 2025 den minsta av fem partigrupper. På europeisk nivå ingår Die Linke i Europeiska vänsterpartiet och dess Europaparlamentariker i Vänstergruppen i Europaparlamentet.

## Ideologi
Vänstern är en bred plattform för vänsterpolitik för flera olika grupperingar från kommunistiska till socialdemokratiska. Under den gemensamma partikongressen år 2007 för Vänsterpartiet och WASG beslutades om det nya partiets politiska principer och det nya partiet Vänstern bildades. Fyra år senare, på kongressen i Erfurt, Thüringen, antogs ett officiellt partiprogram där man anger målet för partiet; att avskaffa kapitalismen genom att införa demokratisk socialism.
Partiets ekonomiska politik bygger på keynesiansk ekonomisk politik och vill öka de offentliga utgifterna genom investeringsprogram, utbildningssatsningar, anslag till forskning och utveckling, kultur och infrastruktur. Partiet vill även öka arvsskatten, återinföra en förmögenhetsskatt och införa en progressiv skatt som minskar skatteuttaget för låginkomsttagare och ökar uttaget för höginkomsttagare. Vänstern vill även täppa till kryphålen i skattelagstiftningen då dessa enligt partiet främst gynnar personer med höga inkomster.
Finansmarknaderna ska regleras för bland annat att minska spekulation i obligationer och derivat. Partiet vill även stärka antitrustlagar och ge kooperativ möjligheten att decentralisera ekonomin. Ekonomiska reformer ska enligt partiet kännetecknas av solidaritet och självbestämmande för löntagarna, ett förbud mot gas- och oljefracking, avvisande av privatiseringar och ett införande av en federal minimilön.

## Politisk position
Inom statsvetenskapen diskuteras frågan huruvida partiet Die Linke – under sin föregångare PDS:s inflytande – ska anses som extremistiskt, och besvaras olika. De federala och delstatliga författningsskyddsmyndigheternas (som har till uppgift att bevaka samhällsomstörtande organisationer) klassificering och handlande är inte entydiga.
Sedan mars 2014 bevakas inte partiets ledamöter längre. Enligt den Federala byrån för skydd av konstitutionen är inte partiet att betraktas som vänsterextremt eller ett hot mot demokratin. Däremot finns det partifraktioner, såsom Socialistisk vänster, som är under observation för misstänkt extremism.

## Val

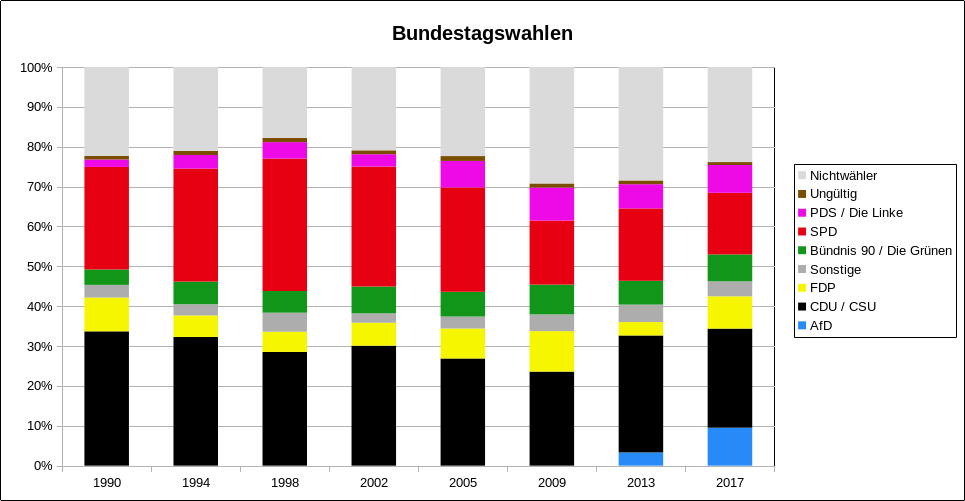
Rösternas fördelning i förbundsdagsval 1990–2017 i relation till röstberättigade (Linke och tidigare PDS visas violett)

### Förbundsdagen
Efter ett dåligt val 202l, då de fick 4,9 % av rösterna, gick det bättre i 2025 års val då de erhöll 8,8 % av rösterna och fick 64 mandat.

### Förbundslandsparlament

Förbundsländer vari Linke har en partigrupp i delstatsparlamentet (mörkröd: förbundsländer med Linke i regeringsställning).

Vänstern är representerad i tio förbundsländers parlament. De har inga ledamöter i lantdagarna i Baden-Württemberg, Rheinland-Pfalz och Bayern, där partiet aldrig lyckats ta sig över femprocentsspärren. I 2012 års lantdagsval i Schleswig-Holstein och Nordrhein-Westfalen åkte partiet ut efter en mandatperiod där. Året därpå (2013) misslyckades partiet även med att hålla sig kvar i Niedersachsens lantdag. 
De största representationerna finns i Thüringen, Berlin, Saarland och Bremen. Saarland var det första västtyska förbundslandet där Die Linke tagit sig in i parlamentet med ett tvåsiffrigt valresultat.
Med fyra undantag (Thüringen, Berlin, Bremen, Mecklenburg-Vorpommern) befinner sig partiet i opposition i de delstatsparlament det finns representerat. Tidigare har partiet även ingått i en koalitionsregering med SPD i Brandenburg.
|      | Baden-Württemberg | Bayern | Berlin | Brandenburg | Bremen | Hamburg | Hessen | Mecklenburg-Vorpommern | Niedersachsen | Nordrhein-Westfalen | Rheinland-Pfalz | Saarland | Sachsen | Sachsen-Anhalt | Schleswig-Holstein | Thüringen |
| ---- | ----------------- | ------ | ------ | ----------- | ------ | ------- | ------ | ---------------------- | ------------- | ------------------- | --------------- | -------- | ------- | -------------- | ------------------ | --------- |
| 2007 |                   |        |        |             | 8,4 %  |         |        |                        |               |                     |                 |          |         |                |                    |           |
| 2008 |                   | 4,4 %  |        |             |        | 6,4 %   | 5,1 %  |                        | 7,1 %         |                     |                 |          |         |                |                    |           |
| 2009 |                   |        |        | 27,2 %      |        |         | 5,4 %  |                        |               |                     |                 | 21,3 %   | 20,6 %  |                | 6,0 %              | 27,4 %    |
| 2010 |                   |        |        |             |        |         |        |                        |               | 5,6 %               |                 |          |         |                |                    |           |
| 2011 | 2,8 %             |        | 11,7 % |             | 5,6 %  | 6,4 %   |        | 18,4 %                 |               |                     | 3,0 %           |          |         | 23,7 %         |                    |           |
| 2012 |                   |        |        |             |        |         |        |                        |               | 2,5 %               |                 | 16,1 %   |         |                | 2,2 %              |           |
| 2013 |                   | 2,1 %  |        |             |        |         | 5,2 %  |                        | 3,1 %         |                     |                 |          |         |                |                    |           |
| 2014 |                   |        |        | 18,6 %      |        |         |        |                        |               |                     |                 |          | 18,9 %  |                |                    | 28,2 %    |
| 2015 |                   |        |        |             | 9,5 %  | 8,5 %   |        |                        |               |                     |                 |          |         |                |                    |           |
| 2016 | 2,9 %             |        | 15,6 % |             |        |         |        | 13,2 %                 |               |                     | 2,8 %           |          |         | 16,3 %         |                    |           |
| 2017 |                   |        |        |             |        |         |        |                        | 4,6 %         | 4,9 %               |                 | 12,8 %   |         |                | 3,8 %              |           |
| 2018 |                   | 3,2 %  |        |             |        |         | 6,3 %  |                        |               |                     |                 |          |         |                |                    |           |
| 2019 |                   |        |        | 10,7 %      | 11,3 % |         |        |                        |               |                     |                 |          | 10,4 %  |                |                    | 31,0 %    |
| 2020 |                   |        |        |             |        | 9,1 %   |        |                        |               |                     |                 |          |         |                |                    |           |
| 2021 | 3,6 %             |        | 14,0 % |             |        |         |        | 9,9 %                  |               |                     | 2,5 %           |          |         | 11,0 %         |                    |           |

|  | Representation i lantdagen                   |
|  | Högsta valresultat (inga mandat i lantdagen) |

### Die Linke på lokal nivå
Partiföreträdare har topposten Landrat i Teltow-Fläming.
Överborgmästare i Frankfurt (Oder), Eisenach och Borna är medlemmar i partiet, liksom borgmästare i en rad mindre städer.

### Medlemmar i andra partier på Die Linkes kandidatlistor
Redan långt innan WASG gick samman med PDS kandiderade medlemmar för andra partier på PDS listor inom ramen för politisk samverkan. I 2005 års förbundsdagsval tog sig WASG-kandidater in i Förbundsdagen på Linkspartei.PDS listor. DKP-medlemmar har valts in på PDS- och Die Linke-listor i omkring tjugo kommunala parlament och en lantdag. DKP-politikern Christel Wegner, som på detta sätt valts in i Niedersachsens lantdag, uteslöts den 18 februari 2008 från lantdagens vänstergrupp på grund av kontroversiella uttalanden.
Med den händelsen i åtanke togs nya kriterier för kandidater fram på den första partikongressen i Cottbus. Fortsättningsvis kunde icke partitillhöriga ställa upp som kandidat på partiets listor om de garanterade att de stod principerna i partiprogrammet och valmanifestet nära. Medlemmar i andra partier får inte kandidera för Linke i lantdags-, förbundsdags- och Europaparlamentsvalen.

## Partiordförande
Ordförandeskapet är delat på flera personer i partiet Die Linke.
| Namn                   | Namn                   | Tillträdde       | Avgick           |
| ---------------------- | ---------------------- | ---------------- | ---------------- |
| Lothar Bisky           | Lothar Bisky           | 16 juni 2007     | 15 maj 2010      |
| Oskar Lafontaine       | Oskar Lafontaine       | 16 juni 2007     | 15 maj 2010      |
| Gesine Lötzsch         | Gesine Lötzsch         | 15 maj 2010      | 10 april 2012    |
| Klaus Ernst            | Klaus Ernst            | 15 maj 2010      | 2 juni 2012      |
| Katja Kipping          | Katja Kipping          | 2 juni 2012      | 27 februari 2021 |
| Bernd Riexinger        | Bernd Riexinger        | 2 juni 2012      | 27 februari 2021 |
| Susanne Hennig-Wellsow | Susanne Hennig-Wellsow | 27 februari 2021 | 20 april 2022    |
| Janine Wissler         | Janine Wissler         | 27 februari 2021 |                  |
| Martin Schirdewan      | Martin Schirdewan      | 25 juni 2022     |                  |

- Ines Schwerdtner 19 oktober 2024–
- Jan van Aken 19 oktober 2024–

## Gruppledare i förbundsdagen
| Name              | Name              | Tillträdde | Avgick    | Anmärkningar                                                                 |
| ----------------- | ----------------- | ---------- | --------- | ---------------------------------------------------------------------------- |
| Oskar Lafontaine  | Oskar Lafontaine  | 2005/2007* | 2009      | delade ledarskapet med Gregor Gysi                                           |
| Gregor Gysi       | Gregor Gysi       | 2005/2007* | 2015      |                                                                              |
| Sahra Wagenknecht | Sahra Wagenknecht | 2015       | 2019      | delade ledarskapet med Dietmar Bartsch                                       |
| Dietmar Bartsch   | Dietmar Bartsch   | 2015       | nuvarande | delade ledarskapet först med Sahra Wagenknecht, numera med Amira Mohamed Ali |
| Amira Mohamed Ali | Amira Mohamed Ali | 2019       | 2023      | delar ledarskapet med Dietmar Bartsch                                        |

*) 2005 till 2007 Linkspartei.PDS förbundsdagsgrupp inklusive flertalet WASG-medlemmar; sedan 2007 partiet Die Linkes förbundsdagsgrupp. 

## Kända medlemmar
- Elmar Altvater
- Theodor Bergmann
- Joachim Bischoff
- Frank Deppe
- Ruth Fuchs
- Erwin Geschonneck †
- Frigga Haug
- Wolfgang Fritz Haug
- Andrej Hermlin
- Ingeborg Hunzinger †
- Hans Modrow
- Gustav-Adolf ”Täve” Schur
- Bodo Zeuner